# كريشنا كوماري
كريشنا كوماري هي ممثلة هندية (وحملت سابقاً جنسية الراج البريطاني)، ولدت في 6 مارس 1933 في الهند، وتوفيت في 24 يناير 2018.

## وصلات خارجية
- كريشنا كوماري على موقع IMDb (الإنجليزية)